# Pallone di sbarramento

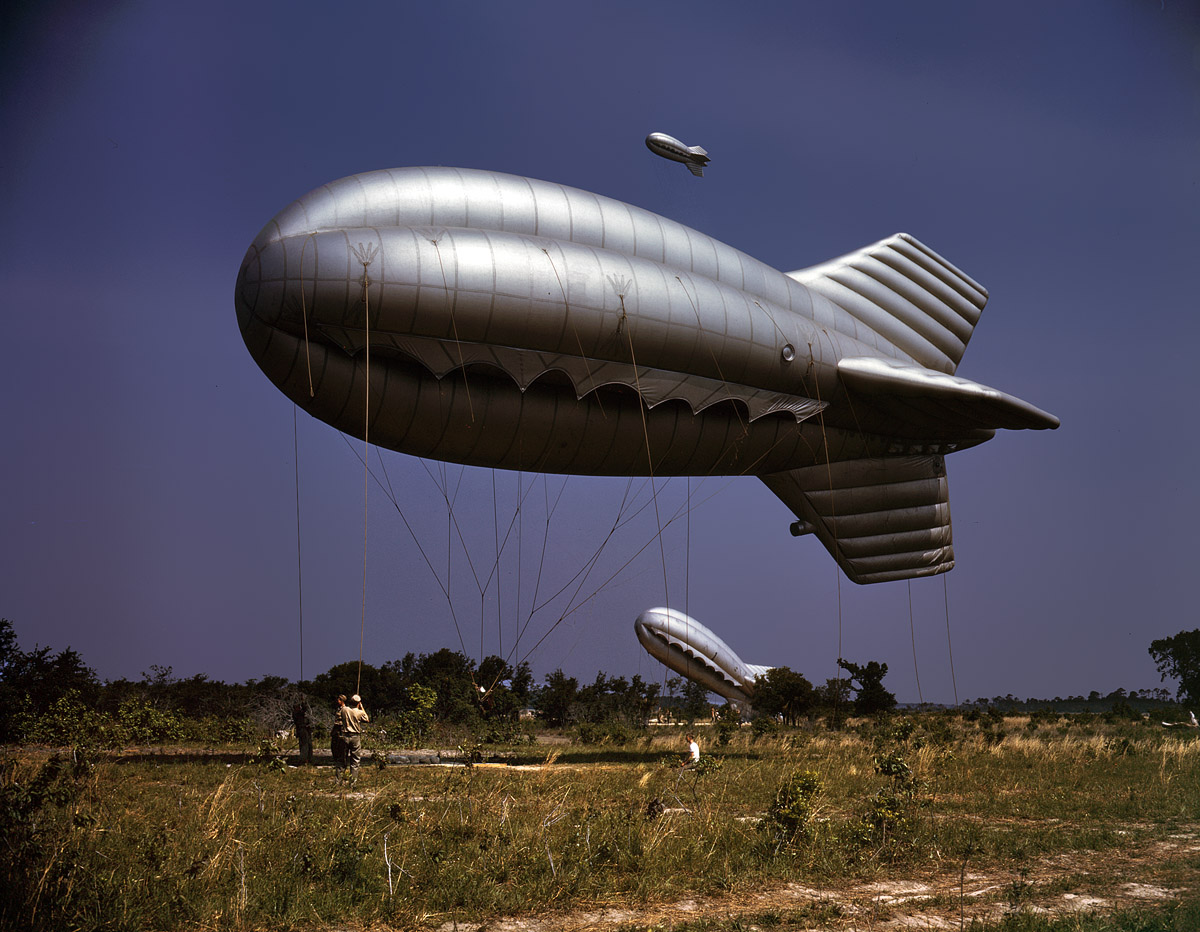
Pallone di sbarramento della marina statunitense, nel maggio 1942.

Un pallone di sbarramento è un pallone vincolato senza equipaggio usato in campo militare per difendere obiettivi terrestri da attacchi aerei. Lo sbarramento viene operato sollevando in aria cavi d'acciaio che rappresentano un grave rischio di collisione per gli aerei ostili, rendendo difficile e pericoloso l'avvicinamento offensivo. Mentre i primi palloni di sbarramento erano spesso sferici, il pallone drago, caratterizzato da una forma e una briglia di cavi che stabilizzano il pallone e riducono la resistenza aerodinamica, permette di essere utilizzato a velocità del vento più elevate. Alcuni esemplari portavano piccole cariche esplosive che venivano tirate contro l'aereo per assicurarne la distruzione. I palloni di sbarramento non sono pratici contro gli aerei ad alta quota, in quanto il lungo cavo necessario per bloccare aerei ad alta quota sarebbe troppo pesante.

## Prima guerra mondiale
Francia, Germania, Italia e il Regno Unito usarono palloni di sbarramento nella prima guerra mondiale. Mentre le forze francesi e tedesche adoperarono palloni drago, i primi palloni britannici erano sferici.
Talvolta, specialmente intorno a Londra, venivano usati molti palloni per sollevare una "rete di sbarramento", in cui c'era un cavo d'acciaio teso tra i palloni su cui altri cavi erano appesi. Queste reti potevano essere alzate a un'altitudine paragonabile al tetto operativo (15 000 piedi o 4 600 metri) dei bombardieri del periodo. Al 1918 la difesa dei palloni di sbarramento si estendeva per 80 chilometri, e i piloti tedeschi catturati espressero grande paura al loro riguardo.